# إدوارد إرنست بوين
إدوارد إرنست بوين (بالإنجليزية: Edward Ernest Bowen)‏ (و. 1836 – 1901 م) هو لاعب كرة قدم، ولاعب كركيت، من المملكة المتحدة لبريطانيا العظمى وإيرلندا، يلعب كمهاجم، توفي عن عمر يناهز 65 عاماً.

## التعليم
تعلم في كلية الثالوث، كامبريدج، وكلية كينجز لندن.

## روابط خارجية
- إدوارد إرنست بوين على موقع ديسكوغز (الإنجليزية)
- إدوارد إرنست بوين على موقع إي آس بي آن كريك إنفو (الإنجليزية)